# Rein de Waal
Reindert Berend Jan de Waal, detto Rein (Amsterdam, 24 novembre 1904 – Amsterdam, 31 maggio 1985), è stato un hockeista su prato olandese.
È stato il portabandiera dei Paesi Bassi alle Olimpiadi del 1936.

## Palmarès

### Olimpiadi
- 2 medaglie:
  - 1 argento (Amsterdam 1928)
  - 1 bronzo (Berlino 1936)